# Villar de los Navarros
Villar de los Navarros község Spanyolországban,  Zaragoza tartományban. Villar de los Navarros Plenas, Loscos, Nogueras, Herrera de los Navarros, Azuara és Moyuela községekkel határos. Lakosainak száma 157 fő (2024).

## Népesség
A település népessége az utóbbi években az alábbiak szerint változott:
| Lakosok száma | 167  | 143  | 129  | 121  | 114  | 111  | 102  | 106  | 141  | 157  |
|               | 2001 | 2004 | 2007 | 2009 | 2012 | 2014 | 2017 | 2019 | 2022 | 2024 |